# BGM-109 Tomahawk
BGM-109 Tomahawk je americká manévrující podzvuková letounová střela s plochou dráhou letu, s dlouhým doletem, použitelná za každého počasí. Je využitelná proti námořním i pozemním cílům, v současnosti je ve výzbroji hladinových lodí a ponorek. Uživateli střely jsou Námořnictvo USA, Britské královské námořnictvo a Španělské námořnictvo, které je objednalo pro nové fregaty třídy Álvaro de Bazán. Střely Tomahawk je obtížné zachytit a zneškodnit. Díky malým rozměrům a nízké výšce letu jsou obtížně zjistitelné radarem a jejich proudový motor produkuje nízké emise infračerveného záření, nízká výška letu je však současně slabinou a účinnou obranou tak mohou být palné zbraně.
Označení BGM-109 znamená řízenou střelu (M) určenou k ničení pozemních nebo hladinových cílů (G) s možností odpálení z více prostředí (B), např. ze vzduchu, z pevniny, z lodi, z ponorky. 109 je pořadové číslo dle účelu střely. Existují i další varianty střely (např. RGM/UGM-109 odpalovaná z lodí nebo ponorek).
Střelu v 70. letech 20. století vyvinul, pro použití na amerických ponorkách, americký koncern General Dynamics, dnes je aktuální verze Block IV vyráběna firmou Raytheon. Do služby byl systém zaveden v roce 1983. Modulový systém konstrukce střel Tomahawk dovoluje volit různé hlavice (nukleární verze byla vyřazena po podpisu smlouvy START I v roce 1991), naváděcí systémy či dolet.

## Vypouštěcí systém

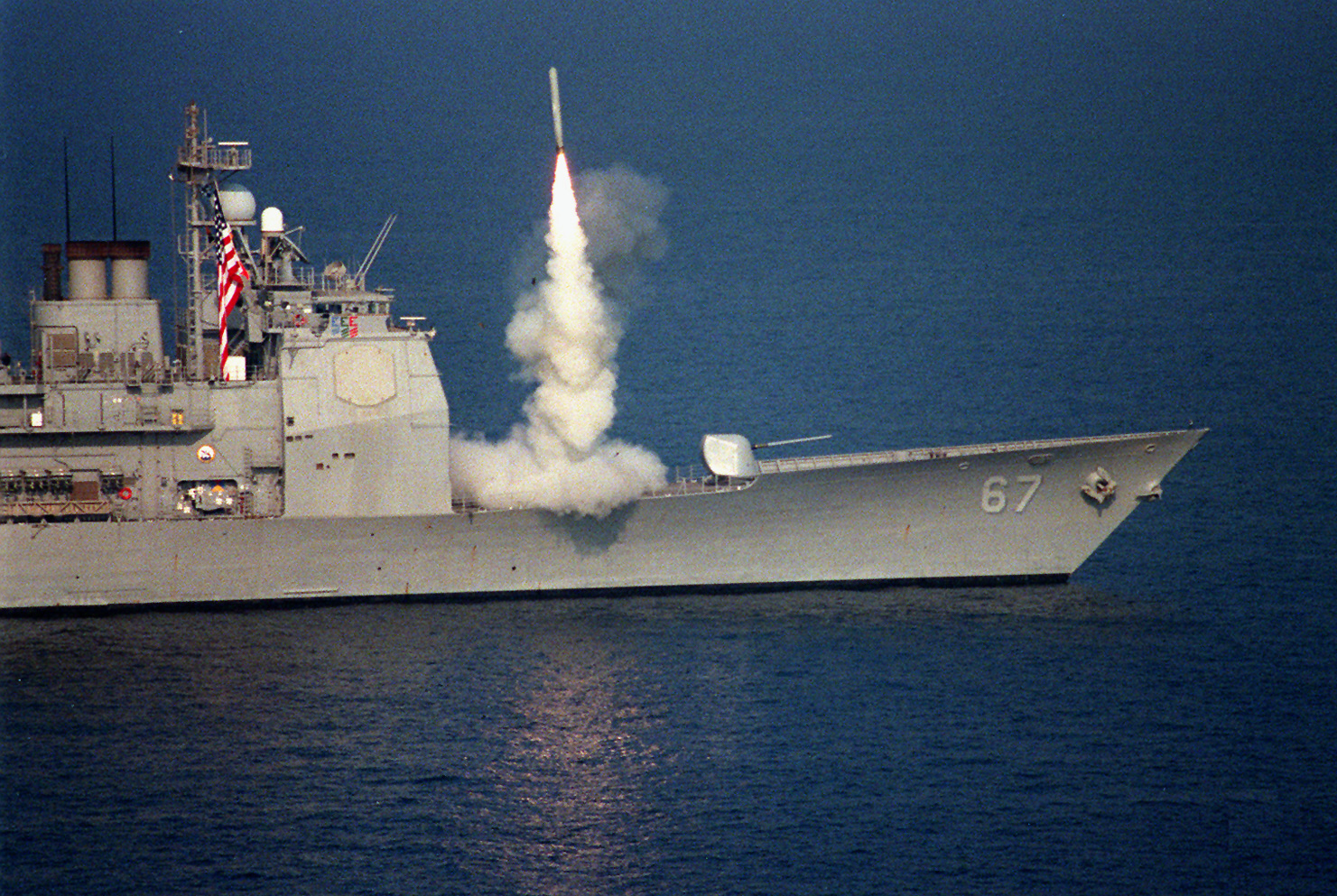
Start střely z křižníků USS Shiloh

Střela je skladována v uzavřeném pouzdru, které ji chrání proti povětrnostním vlivům a slouží i k jejímu odpálení. Jedná se buď o Armored Box Launchers (ABL) u bitevních lodí třídy Iowa (již byly vyřazeny), Vertical launching system (VLS) u ostatních hladinových lodí (zde jsou i další typy střel) a nakonec o Capsule Launch Systems (CLS) v případě jaderných ponorek třídy Los Angeles (mohou střely odpalovat vertikálně či z torpédometů). Ke startu střely slouží startovací raketa na pevné palivo, po 12 sekundách se zažehne proudový motor střely, vysunou se její křídla a střela pokračuje v horizontálním letu podzvukovou rychlostí.

## Navádění

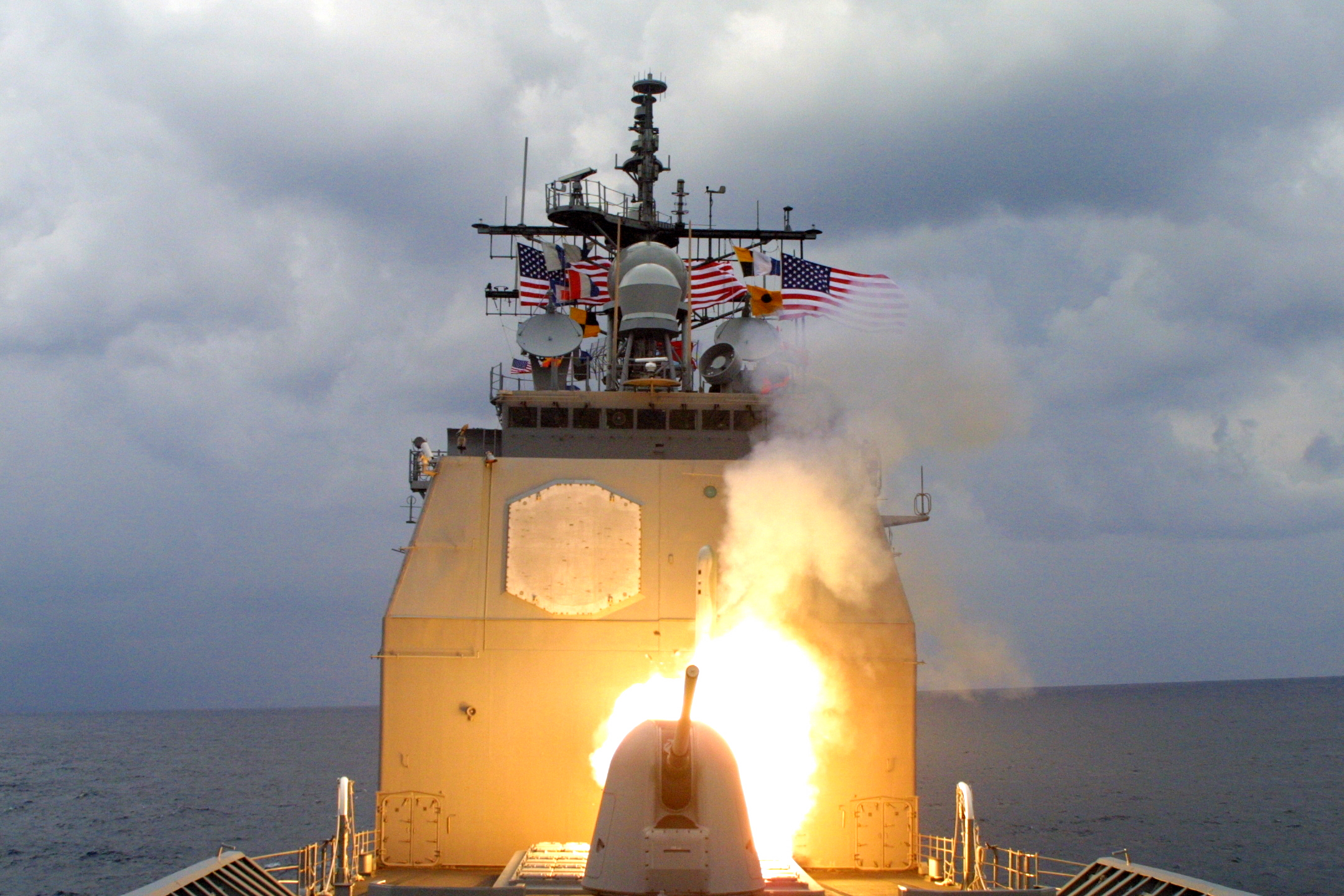
Start střely ze sila VLS z paluby křižníku USS Anzio

Základem naváděcího zařízení je systém porovnávání obrysů terénu NA/DPW-23 (TERCOM), který pomocí rádiovýškoměru měří profil skutečného terénu a po porovnání s navigačními daty vyhodnocuje skutečnou polohu. U novějších verzí je používán přídavný systém TLAM-C. Používáno je též GPS.

## Operační nasazení
Americké námořnictvo použilo střely Tomahawk v první i druhé válce v Zálivu. Během první války v Zálivu bylo úspěšně použito 288 střel Tomahawk. V Evropě byly střely použity v roce 1995 v Bosně a v roce 1999 během Operace Spojenecká síla. V roce 1998 byly použity proti Iráku, Afghánistánu a Súdánu. Střely byly nasazeny i k likvidaci vzdušného obranného systému během občanské války v Libyi. V roce 2017 vypálilo americké námořnictvo 59 střel na leteckou základnu Šajrát v provincii Homs v Sýrii. Dne 14. dubna 2018 použily USA, Británie a Francie 103 střel proti Sýrii jako odvetu za údajné použití chemických zbraní prezidentem Asada proti opozici v syrském městě Dúmá na začátku dubna.

## Parametry verze BGM-109C/D Tomahawk
- Rozpětí: 2,67 m
- Délka: 5,56 m
- Průměr: 0,52 m
- Hmotnost střely: 1202 kg
- Hmotnost hlavice: 453,6 kg
- Pohonná jednotka:
  - startovací raketa Atlantic Research CSD/ARC na tuhé palivo (26,7 kN statického tahu)
  - proudový motor Williams F107-WR-402 (2,67 kN statického tahu)
- Rychlost: 597–895 km/h
- Výška letu: 15–30 m
- Maximální dolet: 1287 km
- Přesnost zásahu: cca 10 m[4]